# Иванов, Василий Алексеевич
Василий Алексеевич Иванов (28 февраля 1937, Верхний Салтов) — украинский политик-коммунист, общественный деятель в Харькове. Народный депутат Украины 2-го созыва. Участник военного конфликта во время Российского конституционного кризиса 1993 (председатель Харьковского добровольного отряда по защите Дома Советов в Москве).

## Биография
Родился 28 февраля 1937 года в селе Верхний Салтов Волчанского района Харьковской области. Русский, родители и брат погибли во время Великой Отечественной войны. До 1952 года — воспитанник Зеленогайского спец. детдома Харьковской области. В 1953—1954 годах учился в ФЗО № 8 г. Харькова, где получил специальности строителя и столяра. Позже работал на строительстве в г. Славянск Донецкой области.
В 1955 году по комсомольской путевке был направлен работать на шахту им. Кагановича города Макеевка, откуда в 1956 году был призван на действительную срочную службу в ВМФ СССР. После демобилизации в 1960 году по комсомольской путевке был направлен на целинные земли Казахстана Западно-Казахстанской области. В том же году в г. Уральск работал в театре русской драмы им. Островского художником — исполнителем.
В 1962 году вернулся в Харьков. Работал на различных строительных предприятиях. С 1963 года — слесарь Харьковского завода «Серп и Молот». Учился в вечерней школе рабочей молодежи, получая 10-летнее образование.
С 1968 года, работая помощником директора в одной из школ Харькова, получил высшее образование в Харьковском государственном университете по специальности преподаватель истории и обществоведения.
В 1978 году вернулся на завод «Серп и Молот», где работал на разных должностях: художник-исполнитель, мастер, старший мастер, инженер. Преподавал в заводской школе. Занимался общественной работой, был парторгом корпуса. Награждён медалью «Ветеран труда».
В 1991—1993 годах — один из лидеров рабочего движения в Харькове (1-й съезд рабочих Украины в Харькове) и на Украине (Всеукраинский союз рабочих). Принимал участие в восстановлении запрещенной КПУ, где стал секретарем областного комитета в Харькове; возглавлял Харьковский добровольный отряд по защите Дома Советов в Москве (1993).
С 1991 по 1994 год — районный депутат в Харькове.
В 1994 году был выдвинут кандидатом в депутаты Верховной Рады Украины. Состоял в депутатской фракции «Коммунисты Украины за социальную справедливость и народовластие». Член Комиссии ВР Украины по законодательному обеспечению свободы слова и средств массовой информации.
По окончании полномочий депутата ВР Украины ушел на пенсию.
Позже — руководитель Харьковской областной общественной организации «Дети войны».